# Ньонг и Соо
Ньонг и Соо (фр. Nyong-et-So'o) — один из 10 департаментов Центрального региона Камеруна. Находится в южной части региона, занимая площадь в 3 581 км².
Административным центром департамента является город Мбальмайо (фр. Mbalmayo). Граничит с департаментами: Мефу и Аконо, Мефу и Афамба (на севере), Ньонг и Келле (на северо-западе), Осеан (на западе), Мвила (на юге), Джа и Лобо (на юго-востоке) и Ньонг и Мфуму (на востоке).

Департамент Ньонг и Соо на карте Центрального региона

## Административное деление
Департамент Ньонг и Соо подразделяется на 6 коммун:
1. Акоэман (фр. Akoeman)
2. Дзенг (фр. Dzeng)
3. Мбальмайо (фр. Mbalmayo) (городская коммуна)
4. Менгюэм (фр. Mengueme)
5. Нгомедзап (фр. Ngomedzap)
6. Нкольмете (фр. Nkolmetet)